# To another horizon
To another horzion is het derde studioalbum van Gandalf. Het is opgenomen tijdens de zomder van 1982 in de Beginning-geluidsstudio van Gandalf zelf. Het album is opgedragen aan alle politici ter wereld, zonder daarvoor verder uitleg te geven.

## Musici
- Gandalf – gitaar, synthesizer, mellotron, hammondorgel, sitar, vocoder, bellen, drummachine en percussie
- Robert Julian Horky – dwarsfluit
- Peter Aschenbrenner – piano, orgel
- Egon Gröger – slagwerk
- Hein Hummer – basgitaar
- N.A.O. zangstemmen op Requiem en Message

## Muziek
| Nr. | Titel                                                                                           | Duur  |
| --- | ----------------------------------------------------------------------------------------------- | ----- |
| 1.  | March of no reason (incl. The falling star)                                                     | 7:17  |
| 2.  | Natural forces getting out of control (incl. Wind, rain, thunder and fire)                      | 10:16 |
| 3.  | Requiem for a planet                                                                            | 5:14  |
| 4.  | Flight of the crystal ships                                                                     | 4:32  |
| 5.  | To another horizon (A.The divine message; B. Change of conciousness; C.Creation of a new world) | 11:50 |
| 6.  | Cosmic balance                                                                                  | 4:40  |
| 7.  | Peace without end                                                                               | 4:58  |